# Волтурара Апула
Волтура̀ра А̀пула (на италиански: Volturara Appula) е село и община в Южна Италия, провинция Фоджа, регион Пулия. Разположено е на 489 m надморска височина. Населението на общината е 467 души (към 2013 г.).